# Vejerslev Sogn (Morsø Kommune)
 For alternative betydninger, se Vejerslev Sogn. (Se også artikler, som begynder med Vejerslev Sogn)
Vejerslev Sogn er et sogn i Morsø Provsti (Aalborg Stift).
I 1800-tallet var Blidstrup Sogn anneks til Vejerslev Sogn. Begge sogne hørte til Morsø Sønder Herred i Thisted Amt. Vejerslev-Blidstrup sognekommune blev ved kommunalreformen i 1970 indlemmet i Morsø Kommune.
I Vejerslev Sogn ligger Vejerslev Kirke.
I sognet findes følgende autoriserede stednavne:
- Centrum (bebyggelse)
- Gammelvold (areal)
- Nygårds Mark (bebyggelse)
- Vejerslev (bebyggelse, ejerlav)
- Vils (bebyggelse, ejerlav)
- Vilsgårds Mark (bebyggelse)